# Baes Kimpe
Baes Kimpe est un journal satirique belge néerlandophone paru de 1857 à 1859.

## Historique
Le XIXe siècle est marqué, en Belgique, par une confrontation durable entre cléricaux catholiques et libéraux. Les journaux anti-cléricaux se développent de manière exponentielle. Parmi eux se trouve Baes Kimpe, un journal satirique créé en 1857, à la verve virulente dès qu'il s'agit de dénoncer les cléricaux. Au cours des deux années que dure sont existence, sa diffusion atteint les 10 000 exemplaires, un nombre élevé dans le pays à cette époque,. La feuille satirique a initialement pour vocation de dénigrer le bourgmestre de Gand Judocus Delehaye, lequel a défait le parti libéral. Après la victoire, le 27 octobre 1857, de Charles de Kerchove de Denterghem, qui prend la tête de la commune, Baes Kimpe voit son objectif premier atteint, mais continue néanmoins de paraître durant un an et demi.
Le dernier numéro de Baes Kimpe est publié le 10 avril 1859.